# Рудна (річка)
Рудна — права притока Рокитної, до середини XX ст. повністю знищена меліорацією. Залишки річища простежуються на передмісті Воляни (м. Буськ). 

## Етимологія
Відад'єктивний субстантив від праслов'янського *ruda — «іржаве багно, болотистий луг».